# Улу-Карамали
Улу́-Карамали́ (рос. Улу-Карамалы, башк. Оло Ҡарамалы) — присілок у складі Іглінського району Башкортостану, Росія. Входить до складу Лемезинської сільської ради.
Населення — 175 осіб (2010; 162 в 2002).
Національний склад:
- башкири — 97 %